# Icon (álbum de Michael Jackson)
Icon es un álbum recopilatorio del cantante estadounidense Michael Jackson. Fue lanzado el 6 de marzo de 2012 por Motown. Contiene las mismas canciones del recopilatorio 20th Century Masters – The Millennium Collection: The Best of Michael Jackson (2000).

## Recepción
Stephen Thomas Erlewine dijo que el álbum "no contiene todos y cada uno de sus primeros éxitos en solitario, pero sí contiene la gran mayoría de ellos, lo que significa que puede satisfacer los gustos de muchos oyentes que sólo quieren una muestra de lo mejor de esta época".

## Lista de canciones
1. Got to Be There (del álbum Got to Be There) - 3:23
2. I Wanna Be Where You Are (del álbum Got to Be There) - 2:57
3. Rockin' Robin (del álbum Got to Be There) - 2:31
4. People Make the World Go Round (del álbum Ben) - 3:13
5. With a Child's Heart (del álbum Music and Me) - 3:34
6. Happy (canción de amor de Lady Sings the Blues) (del álbum Music and Me) - 3:25
7. Ben (del álbum Ben) - 2:44
8. We're Almost There (del álbum Forever, Michael) - 3:43
9. Just a Little Bit of You (del álbum Forever, Michael) - 3:12
10. One Day in Your Life (del álbum Forever, Michael) - 4:16
11. Music and Me (del álbum Music and Me) - 2:38